# 贝尔本诺-迪瓦尔泰利纳
贝尔本诺-迪瓦尔泰利纳（義大利語：Berbenno di Valtellina），是意大利松德里奥省的一个市镇。总面积35平方公里，人口4377人，人口密度125.1人/平方公里（2009年）。国家统计（ISTAT）代码为014007。